# Abelův černý pes
Abelův černý pes je slovensko-český film režisérky Mariany Čengel-Solčanské, natočený v roce 2006 v českých vesnicích rumunského Banátu podle jejího scénáře, který byl předložen pod vedením M. Šulíka jako bakalářská práce.

## Děj
Abel (Pavel Liška) je plachý introvertní mladík, hrobník, který je okolnostmi donucen předstírat, že si pořídil imaginárního černého hlídacího psa. Aby byla iluze věrohodnější, kupuje mu Abel granule a večer pouští z magnetofonu nahrané štěkání. Lidé na psa svádí všemožné skutky, které nespáchal. Abela nutí, aby se psa zbavil. Celý příběh provází lež, která jej i ukončí, když Abel svého imaginárního psa zastřelí.

## Tvůrci
- Námět: Jean Labadie (povídka Big Black Dog)
- Scénář: Mariana Čengel-Solčanská
- Hudba: Stano Palúch
- Střih: Ondrej Azor
- Kamera: Peter Bencsík
- Režie: Mariana Čengel-Solčanská
- Další údaje: barevný, 32 min, filmová povídka, studentský film

## Obsazení
| Pavel Liška           | Abel                      |
| Kristýna Liška Boková | Abelovo děvče             |
| Štefan Kožka          | škodolibý soused Melicher |
| Ivan Palúch           |                           |
| Ľubomír Paulovič      |                           |

Vedlejších rolí se zhostili obyvatelé Svaté Heleny.

## Místo natáčení
Film byl natáčen v českých vesnicích v rumunském Banátu, konkrétně ve Svaté Heleně, Gerníku a Rovensku. Ve filmu jsou například záběry z pověstné helenské hospody U Pepsiho.

## Zajímavosti
- Aby filmaři zachovali pietu, vybudovali filmový hřbitov, postaven byl ze dne na den.
- Pavel Liška věděl o Češích v Banátu už déle před tím, než dostal nabídku na tento film, do Banátu se chtěl podívat. Tuto nabídku tak přijal nejen kvůli kvalitnímu lákavému scénáři.
- Když Pavel Liška přijel na místo, myslel si, že si bude užívat anonymity, ale už po několika minutách ho někdo z českých turistů odhalil.
- Herci se vzdali nároku na honorář, vzhledem k tomu, že šlo o studentský film.